# Microchilus ibaguensis
Microchilus ibaguensis är en orkidéart som beskrevs av Paul Ormerod. Microchilus ibaguensis ingår i släktet Microchilus och familjen orkidéer. Inga underarter finns listade i Catalogue of Life.